# Angleton
Angleton város az USA Texas államában. Lakosainak száma 19 429 fő (2020. április 1.).

## Népesség
A település népességének változása:

| 2010 | 18 862 |
| 2020 | 19 429 |